# Бурунди на Летњим олимпијским играма 2012.
Бурунди је на Олимпијским играма у Лондону 2012. учествовао пети пут као самостална земља.
Боје Бурундија на Олимпијским играма у Лондону 2012. бранило је шесторо спортиста у 3 спорта, а у олимпијском тиму се налазило се двоје спортиста и четири спортисткиње.
Заставу на церемонији отварања носила је атлетичарка Дијан Нукури.

## Учесници по спортовима
| Спорт        | Мушкарци | Жене | Укупно |
| ------------ | -------- | ---- | ------ |
| Атлетика     | 1        | 2    | 3      |
| Пливање      | 1        | 1    | 2      |
| Џудо         | 0        | 1    | 1      |
| спортова (3) | 2        | 4    | 6      |

## Атлетика

### Мушкарци
| Атлетичар         | Дисциплина   | Група    | Група      | Четвртфинале | Четвртфинале | Полуфинале | Полуфинале | Финале           | Финале | Детаљи |
| Атлетичар         | Дисциплина   | Резултат | Место      | Резултат     | Место        | Резултат   | Место      | Резултат         | Место  | Детаљи |
| ----------------- | ------------ | -------- | ---------- | ------------ | ------------ | ---------- | ---------- | ---------------- | ------ | ------ |
| Olivier Irabaruta | 5.000 метара | 13:46,25 | 14 у гр. 1 |              |              |            |            | Није се пласирао | 30/42  |        |

### Жене
| Атлетичар          | Дисциплина | Група    | Група     | Четвртфинале | Четвртфинале | Полуфинале | Полуфинале | Финале     | Финале | Детаљи |
| Атлетичар          | Дисциплина | Резултат | Место     | Резултат     | Место        | Резултат   | Место      | Резултат   | Место  | Детаљи |
| ------------------ | ---------- | -------- | --------- | ------------ | ------------ | ---------- | ---------- | ---------- | ------ | ------ |
| Francine Niyonsaba | 800 метара | 2:07,57  | 1 у гр. 3 |              |              | 1:58,67 НР | 2 у гр. 3  | 1:59,63    | 7/40   |        |
| Дијане Нукури      | маратон    |          |           |              |              |            |            | 2:30,13 НР | 31/107 |        |

## Пливање

### Мушкарци
| Пливач          | Дисциплина          | Група   | Група     | Полуфинале       | Полуфинале       | Финале           | Финале  | Детаљи |
| Пливач          | Дисциплина          | Време   | Пласман   | Време            | Пласман          | Време            | Пласман | Детаљи |
| --------------- | ------------------- | ------- | --------- | ---------------- | ---------------- | ---------------- | ------- | ------ |
| Бени Бинобагира | 100 метара слободно | 1:04,57 | 4 у гр. 1 | Није се пласирао | Није се пласирао | Није се пласирао | 56/56   |        |

### Жене
| Пливач          | Дисциплина         | Група | Група     | Полуфинале        | Полуфинале        | Финале            | Финале  | Детаљи |
| Пливач          | Дисциплина         | Време | Пласман   | Време             | Пласман           | Време             | Пласман | Детаљи |
| --------------- | ------------------ | ----- | --------- | ----------------- | ----------------- | ----------------- | ------- | ------ |
| Elsie Uwamahoro | 50 метара слободно | 33,14 | 4 у гр. 1 | Није се пласирала | Није се пласирала | Није се пласирала | 67/73   |        |

## Џудо
| Џудиста             | Дисциплина | 1. коло                   | 1/8 финала         | 1/4 финала         | Полуфинале         | Финале             | Репасаж 1          | Репасаж 1/4 финале | Репасаж полуфинале | Борба за бронзу    | Поз.              | Детаљи |
| Џудиста             | Дисциплина | Противник Резултат        | Противник Резултат | Противник Резултат | Противник Резултат | Противник Резултат | Противник Резултат | Противник Резултат | Противник Резултат | Противник Резултат | Поз.              | Детаљи |
| ------------------- | ---------- | ------------------------- | ------------------ | ------------------ | ------------------ | ------------------ | ------------------ | ------------------ | ------------------ | ------------------ | ----------------- | ------ |
| Odette Ntahonvukiye | до 78 кг   | Кумба (GAB) · ИЗГ 000-020 | Није се пласирала  | Није се пласирала  | Није се пласирала  | Није се пласирала  | Није се пласирала  | Није се пласирала  | Није се пласирала  | Није се пласирала  | Није се пласирала |        |